# Aardbeving İzmit 1999
Op 17 augustus 1999 vond er een zware aardbeving plaats nabij İzmit. Het epicentrum lag nabij Gölcük, op 17 km afstand van de stad, in de Turkse provincie Kocaeli. De aardbeving had een kracht van 7,6 op de schaal van Richter.
De beving begon om 3:02 uur plaatselijke tijd en duurde 37 seconden. Meer dan 17.000 mensen kwamen hierbij om het leven. Volgens niet bevestigde bronnen zou het aantal dodelijke slachtoffers zelfs tot 35.000 zijn opgelopen.

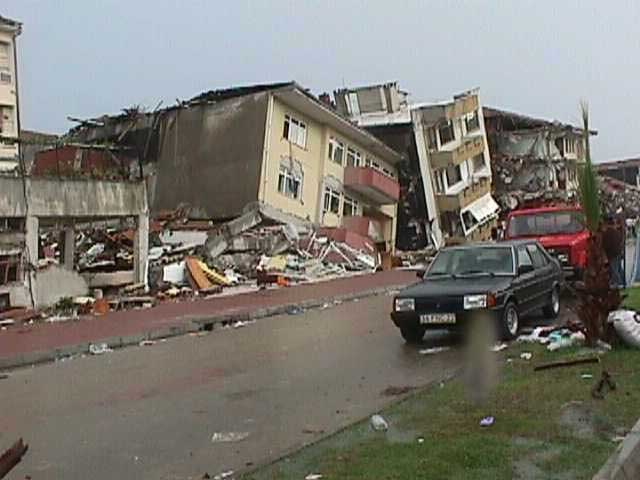
Ravage in İzmit

Bevestigd aantal dodelijke slachtoffers per provincie:
- Bolu: 270
- Bursa: 268
- Eskişehir: 86
- Istanboel: 981
- Kocaeli: 9.477
- Sakarya: 3.891
- Yalova: 2.504
- Zonguldak: 3

De nabijgelegen stad İzmit werd zwaar beschadigd. Een half miljoen mensen raakten dakloos.

## Geografie
De oorzaak van de aardbeving was een beweging langs de Noord-Anatolische Breuk. Deze breuklijn vormt de scheiding tussen de Euraziatische en Anatolische plaat.